# 레소토 축구 국가대표팀
레소토 축구 국가대표팀(영어: Lesotho national football team)은 레소토를 대표하는 축구 국가대표팀으로 레소토 축구 협회에서 관리한다. 아프리카 축구 최약체로 평가받고 있는 팀들 중 하나로 1971년 3월 7일 마다가스카르와의 국제 A매치 공식 첫 경기에서 1-2로 패했으며 현재 셋소토 스타디움을 홈 구장으로 사용하고 있다.

## 국제 대회 경력

### FIFA 월드컵
현재까지 레소토의 월드컵 본선 기록은 없으며 그나마 2014년 FIFA 월드컵 아프리카 지역 1차 예선에서 부룬디를 꺾고 2차 예선에 올랐고 2차 예선에서도 1승 2무 3패·D조 3위에 오르며 레소토 축구 역사상 월드컵 아프리카 지역 예선 최고 성적을 남겼다.

### 아프리카 네이션스컵
월드컵과 마찬가지로 아프리카 네이션스컵 본선 기록도 없으며 그나마 2015년 아프리카 네이션스컵 예선 4경기에서 2승 1무 1패로 최종 예선까지 진출하면서 아프리카 네이션스컵 예선 역대 최고 성적을 거두었다.

## 기타 국제 대회 경력
COSAFA컵에는 1997년 초대 대회 첫 출전 이후 2023년 대회까지 22번의 대회에 모두 출전하여 이 중 2000년 대회와 2023년 대회에서 준우승을 차지하는 등 6번의 대회에서 4강 이상의 준수한 성적을 거두었다.

## FIFA 월드컵 (본선)
| 년도   | 결과      | 순위      | 경기      | 승        | 무*       | 패        | 득점      | 실점      | 승점      |
| ------ | --------- | --------- | --------- | --------- | --------- | --------- | --------- | --------- | --------- |
| 1930년 | 독립 이전 | 독립 이전 | 독립 이전 | 독립 이전 | 독립 이전 | 독립 이전 | 독립 이전 | 독립 이전 | 독립 이전 |
| 1934년 | 독립 이전 | 독립 이전 | 독립 이전 | 독립 이전 | 독립 이전 | 독립 이전 | 독립 이전 | 독립 이전 | 독립 이전 |
| 1938년 | 독립 이전 | 독립 이전 | 독립 이전 | 독립 이전 | 독립 이전 | 독립 이전 | 독립 이전 | 독립 이전 | 독립 이전 |
| 1950년 | 독립 이전 | 독립 이전 | 독립 이전 | 독립 이전 | 독립 이전 | 독립 이전 | 독립 이전 | 독립 이전 | 독립 이전 |
| 1954년 | 독립 이전 | 독립 이전 | 독립 이전 | 독립 이전 | 독립 이전 | 독립 이전 | 독립 이전 | 독립 이전 | 독립 이전 |
| 1958년 | 독립 이전 | 독립 이전 | 독립 이전 | 독립 이전 | 독립 이전 | 독립 이전 | 독립 이전 | 독립 이전 | 독립 이전 |
| 1962년 | 독립 이전 | 독립 이전 | 독립 이전 | 독립 이전 | 독립 이전 | 독립 이전 | 독립 이전 | 독립 이전 | 독립 이전 |
| 1966년 | 독립 이전 | 독립 이전 | 독립 이전 | 독립 이전 | 독립 이전 | 독립 이전 | 독립 이전 | 독립 이전 | 독립 이전 |
| 1970년 | 불참      | 불참      | 불참      | 불참      | 불참      | 불참      | 불참      | 불참      | 불참      |
| 1974년 | 예선 탈락 | 예선 탈락 | 예선 탈락 | 예선 탈락 | 예선 탈락 | 예선 탈락 | 예선 탈락 | 예선 탈락 | 예선 탈락 |
| 1978년 | 기권      | 기권      | 기권      | 기권      | 기권      | 기권      | 기권      | 기권      | 기권      |
| 1982년 | 예선 탈락 | 예선 탈락 | 예선 탈락 | 예선 탈락 | 예선 탈락 | 예선 탈락 | 예선 탈락 | 예선 탈락 | 예선 탈락 |
| 1986년 | 기권      | 기권      | 기권      | 기권      | 기권      | 기권      | 기권      | 기권      | 기권      |
| 1990년 | 기권      | 기권      | 기권      | 기권      | 기권      | 기권      | 기권      | 기권      | 기권      |
| 1994년 | 불참      | 불참      | 불참      | 불참      | 불참      | 불참      | 불참      | 불참      | 불참      |
| 1998년 | 불참      | 불참      | 불참      | 불참      | 불참      | 불참      | 불참      | 불참      | 불참      |
| 2002년 | 예선 탈락 | 예선 탈락 | 예선 탈락 | 예선 탈락 | 예선 탈락 | 예선 탈락 | 예선 탈락 | 예선 탈락 | 예선 탈락 |
| 2006년 | 예선 탈락 | 예선 탈락 | 예선 탈락 | 예선 탈락 | 예선 탈락 | 예선 탈락 | 예선 탈락 | 예선 탈락 | 예선 탈락 |
| 2010년 | 예선 탈락 | 예선 탈락 | 예선 탈락 | 예선 탈락 | 예선 탈락 | 예선 탈락 | 예선 탈락 | 예선 탈락 | 예선 탈락 |
| 2014년 | 예선 탈락 | 예선 탈락 | 예선 탈락 | 예선 탈락 | 예선 탈락 | 예선 탈락 | 예선 탈락 | 예선 탈락 | 예선 탈락 |
| 2018년 | 예선 탈락 | 예선 탈락 | 예선 탈락 | 예선 탈락 | 예선 탈락 | 예선 탈락 | 예선 탈락 | 예선 탈락 | 예선 탈락 |
| 2022년 | 예선 탈락 | 예선 탈락 | 예선 탈락 | 예선 탈락 | 예선 탈락 | 예선 탈락 | 예선 탈락 | 예선 탈락 | 예선 탈락 |
| 합계   |           |           |           |           |           |           |           |           |           |

### FIFA 월드컵 (예선)
| 1930년 | 독립 이전                                     | 독립 이전                                     | 독립 이전                                     | 독립 이전                                     | 독립 이전                                     | 독립 이전                                     | 독립 이전                                     |                                               |                                               |
| 1934년 | 독립 이전                                     | 독립 이전                                     | 독립 이전                                     | 독립 이전                                     | 독립 이전                                     | 독립 이전                                     | 독립 이전                                     |                                               |                                               |
| 1938년 | 독립 이전                                     | 독립 이전                                     | 독립 이전                                     | 독립 이전                                     | 독립 이전                                     | 독립 이전                                     | 독립 이전                                     |                                               |                                               |
| 1950년 | 독립 이전                                     | 독립 이전                                     | 독립 이전                                     | 독립 이전                                     | 독립 이전                                     | 독립 이전                                     | 독립 이전                                     |                                               |                                               |
| 1954년 | 독립 이전                                     | 독립 이전                                     | 독립 이전                                     | 독립 이전                                     | 독립 이전                                     | 독립 이전                                     | 독립 이전                                     |                                               |                                               |
| 1958년 | 독립 이전                                     | 독립 이전                                     | 독립 이전                                     | 독립 이전                                     | 독립 이전                                     | 독립 이전                                     | 독립 이전                                     |                                               |                                               |
| 1962년 | 독립 이전                                     | 독립 이전                                     | 독립 이전                                     | 독립 이전                                     | 독립 이전                                     | 독립 이전                                     | 독립 이전                                     |                                               |                                               |
| 1966년 | 독립 이전                                     | 독립 이전                                     | 독립 이전                                     | 독립 이전                                     | 독립 이전                                     | 독립 이전                                     | 독립 이전                                     |                                               |                                               |
| 1970년 | 불참                                          | 불참                                          | 불참                                          | 불참                                          | 불참                                          | 불참                                          | 불참                                          |                                               |                                               |
| 1974년 | 2                                             | 0                                             | 1                                             | 1                                             | 1                                             | 6                                             | 1                                             |                                               |                                               |
| 1978년 | 불참                                          | 불참                                          | 불참                                          | 불참                                          | 불참                                          | 불참                                          | 불참                                          |                                               |                                               |
| 1982년 | 2                                             | 0                                             | 1                                             | 1                                             | 2                                             | 4                                             | 1                                             |                                               |                                               |
| 1986년 | 기권                                          | 기권                                          | 기권                                          | 기권                                          | 기권                                          | 기권                                          | 기권                                          |                                               |                                               |
| 1990년 | 기권                                          | 기권                                          | 기권                                          | 기권                                          | 기권                                          | 기권                                          | 기권                                          |                                               |                                               |
| 1994년 | 불참                                          | 불참                                          | 불참                                          | 불참                                          | 불참                                          | 불참                                          | 불참                                          |                                               |                                               |
| 1998년 | 불참                                          | 불참                                          | 불참                                          | 불참                                          | 불참                                          | 불참                                          | 불참                                          |                                               |                                               |
| 2002년 | 2                                             | 0                                             | 0                                             | 2                                             | 0                                             | 3                                             | 0                                             |                                               |                                               |
| 2006년 | 2                                             | 0                                             | 1                                             | 1                                             | 1                                             | 4                                             | 1                                             |                                               |                                               |
| 2010년 | 6                                             | 0                                             | 0                                             | 6                                             | 2                                             | 16                                            | 0                                             |                                               |                                               |
| 2014년 | 8                                             | 2                                             | 3                                             | 3                                             | 7                                             | 17                                            | 9                                             |                                               |                                               |
| 2018년 | 2                                             | 0                                             | 2                                             | 0                                             | 1                                             | 1                                             | 2                                             |                                               |                                               |
| 2022년 | 2                                             | 0                                             | 2                                             | 0                                             | 1                                             | 1                                             | 2                                             |                                               |                                               |
| 합계   | 26                                            | 2                                             | 10                                            | 14                                            | 15                                            | 52                                            | 16                                            |                                               |                                               |
| 순위   | 월드컵 예선 승점 순위 : 175위 (아프리카 43위) | 월드컵 예선 승점 순위 : 175위 (아프리카 43위) | 월드컵 예선 승점 순위 : 175위 (아프리카 43위) | 월드컵 예선 승점 순위 : 175위 (아프리카 43위) | 월드컵 예선 승점 순위 : 175위 (아프리카 43위) | 월드컵 예선 승점 순위 : 175위 (아프리카 43위) | 월드컵 예선 승점 순위 : 175위 (아프리카 43위) | 월드컵 예선 승점 순위 : 175위 (아프리카 43위) | 월드컵 예선 승점 순위 : 175위 (아프리카 43위) |

## 아프리카 네이션스컵
- 1968년 ~ 1972년 - 불참
- 1974년 - 예선 탈락
- 1976년 - 기권
- 1978년 - 불참
- 1980년 ~ 1982년 - 예선 탈락
- 1984년 - 기권
- 1986년 - 불참
- 1988년 - 기권
- 1990년 ~ 1992년 - 불참
- 1994년 - 예선 탈락
- 1996년 - 예선 도중 기권
- 1998년 - 실격
- 2000년 ~ 2010년 - 예선 탈락
- 2012년 - 불참
- 2021년 ~ 2021년 - 예선 탈락

### 아프리카 네이션스컵 (예선)
| 아프리카 네이션스컵 예선 기록 | 아프리카 네이션스컵 예선 기록 | 아프리카 네이션스컵 예선 기록 | 아프리카 네이션스컵 예선 기록 | 아프리카 네이션스컵 예선 기록 | 아프리카 네이션스컵 예선 기록 | 아프리카 네이션스컵 예선 기록 | 아프리카 네이션스컵 예선 기록 |
| 년도                          | 경기                          | 승                            | 무*                           | 패                            | 득점                          | 실점                          | 승점                          |
| ----------------------------- | ----------------------------- | ----------------------------- | ----------------------------- | ----------------------------- | ----------------------------- | ----------------------------- | ----------------------------- |
| 1957년                        | 독립 이전                     | 독립 이전                     | 독립 이전                     | 독립 이전                     | 독립 이전                     | 독립 이전                     | 독립 이전                     |
| 1959년                        | 독립 이전                     | 독립 이전                     | 독립 이전                     | 독립 이전                     | 독립 이전                     | 독립 이전                     | 독립 이전                     |
| 1962년                        | 독립 이전                     | 독립 이전                     | 독립 이전                     | 독립 이전                     | 독립 이전                     | 독립 이전                     | 독립 이전                     |
| 1963년                        | 독립 이전                     | 독립 이전                     | 독립 이전                     | 독립 이전                     | 독립 이전                     | 독립 이전                     | 독립 이전                     |
| 1965년                        | 독립 이전                     | 독립 이전                     | 독립 이전                     | 독립 이전                     | 독립 이전                     | 독립 이전                     | 독립 이전                     |
| 1968년                        | 불참                          | 불참                          | 불참                          | 불참                          | 불참                          | 불참                          | 불참                          |
| 1970년                        | 불참                          | 불참                          | 불참                          | 불참                          | 불참                          | 불참                          | 불참                          |
| 1972년                        | 불참                          | 불참                          | 불참                          | 불참                          | 불참                          | 불참                          | 불참                          |
| 1974년                        | 2                             | 0                             | 1                             | 1                             | 1                             | 5                             | 1                             |
| 1976년                        | 기권                          | 기권                          | 기권                          | 기권                          | 기권                          | 기권                          | 기권                          |
| 1978년                        | 불참                          | 불참                          | 불참                          | 불참                          | 불참                          | 불참                          | 불참                          |
| 1980년                        | 2                             | 1                             | 0                             | 1                             | 2                             | 2                             | 3                             |
| 1982년                        | 2                             | 1                             | 0                             | 1                             | 3                             | 7                             | 3                             |
| 1984년                        | 기권                          | 기권                          | 기권                          | 기권                          | 기권                          | 기권                          | 기권                          |
| 1986년                        | 불참                          | 불참                          | 불참                          | 불참                          | 불참                          | 불참                          | 불참                          |
| 1988년                        | 기권                          | 기권                          | 기권                          | 기권                          | 기권                          | 기권                          | 기권                          |
| 1990년                        | 불참                          | 불참                          | 불참                          | 불참                          | 불참                          | 불참                          | 불참                          |
| 1992년                        | 불참                          | 불참                          | 불참                          | 불참                          | 불참                          | 불참                          | 불참                          |
| 1994년                        | 6                             | 0                             | 3                             | 3                             | 4                             | 17                            | 3                             |
| 1996년                        | 6                             | 1                             | 0                             | 5                             | 3                             | 16                            | 3                             |
| 1998년                        | 실격                          | 실격                          | 실격                          | 실격                          | 실격                          | 실격                          | 실격                          |
| 2000년                        | 2                             | 0                             | 1                             | 1                             | 2                             | 4                             | 1                             |
| 2002년                        | 8                             | 2                             | 3                             | 3                             | 8                             | 10                            | 9                             |
| 2004년                        | 4                             | 1                             | 0                             | 3                             | 1                             | 10                            | 3                             |
| 2006년                        | 2                             | 0                             | 1                             | 1                             | 1                             | 4                             | 1                             |
| 2008년                        | 6                             | 1                             | 1                             | 4                             | 3                             | 9                             | 4                             |
| 2010년                        | 6                             | 0                             | 0                             | 6                             | 2                             | 16                            | 0                             |
| 2012년                        | 불참                          | 불참                          | 불참                          | 불참                          | 불참                          | 불참                          | 불참                          |
| 2013년                        | 2                             | 0                             | 1                             | 1                             | 0                             | 1                             | 1                             |
| 2015년                        | 10                            | 2                             | 3                             | 5                             | 6                             | 13                            | 9                             |
| 2017년                        | 6                             | 1                             | 0                             | 5                             | 5                             | 16                            | 3                             |
| 2019년                        | 6                             | 1                             | 3                             | 2                             | 3                             | 7                             | 6                             |
| 2021년                        | 6                             | 0                             | 3                             | 3                             | 3                             | 9                             | 3                             |
| 합계                          | 76                            | 11                            | 20                            | 45                            | 47                            | 144                           | 53                            |